# Государственный литературный музей
Госуда́рственный музе́й исто́рии росси́йской литерату́ры и́мени В. И. Да́ля — крупнейший в России музей истории российской литературы, созданный по инициативе Владимира Бонч-Бруевича. По состоянию на 2021 год в состав музея входят 12 отделов, фонды состоят из более чем 600 000 единиц хранения.
Дирекция музея располагается по адресу: Москва, Зубовский бульвар, д. 15, стр.1.

## История
Государственный музей истории российской литературы имени В. И. Даля (ГМИРЛИ имени В. И. Даля) имеет богатую и сложную историю. По свидетельству автора концепции центрального литературного музея страны Владимира Дмитриевича Бонч-Бруевича (1873—1955), идея музея сформировалась ещё в 1903 году, когда он находился в эмиграции в Женеве. История нынешнего ГМИРЛИ имени В. И. Даля восходит к созданию двух музеев, посвящённых наследию великих русских классиков. Московский государственный музей имени А. П. Чехова был основан в октябре 1921 года, его коллекции в основном находятся в фондах ГМИРЛИ имени В. И. Даля, ведущего свою родословную именно от этой даты и готовящегося в октябре 2021 года отметить своё столетие.
Инициатива создания музея другого русского классика, Ф. М. Достоевского также была выдвинута в 1921 году, накануне столетия писателя. Музей Достоевского был основан в 1928 году, а в 1940 году вошёл в состав главного литературного музея страны.
Особое значение в истории ГМИРЛИ имени В. И. Даля имеет создание в 1933 году, по инициативе В. Д. Бонч-Бруевича Центрального музея художественной литературы, критики и публицистики. В его фондовые коллекции были включены музейные предметы, приобретённые, в том числе, результате работы учреждённой в 1931 году государственной Комиссии по выявлению находящихся за границей памятников литературы и искусства народов СССР.
Для обеспечения работы комиссии были выделены значительные финансовые средства, в том числе из золотовалютных резервов. Если учесть, насколько непростым для СССР был период на рубеже 1920—1930-х годов, становится очевидным, что создание и развитие главного литературного музея литературоцентричной страны являлось важнейшей государственной задачей.
16 июля 1934 года приказом наркома просвещения А. С. Бубнова Центральный музей художественной литературы, критики и публицистики был упразднен, вместо него был создан Государственный литературный музей, который, согласно этому приказу, уже не имел юридической автономии и был введён в состав Государственной библиотеки СССР имени В. И. Ленина. Начался нелегкий период в работе главного литературного музея страны, которому вскоре удалось вернуть статус самостоятельного учреждения культуры.
К концу 1930-х годов коллекция музея насчитывала сотни тысяч реликвий: рукописей, книг, документов, фотографий, предметов живописи, графики, декоративно-прикладного искусства, мемориальных вещей. Именно тогда в музее появились многие ценные собрания, сформировался высокопрофессиональный коллектив, началась интенсивная научная и издательская деятельность.
К 1941-му году музейный фонд состоял из более чем трёх миллионов единиц хранения и включал в себя рукописи, книги, документы, фотографии, а также предметы декоративно-прикладного искусства и мемориальные вещи писателей и поэтов. В этом же году по решению правительства СССР большинство предметов рукописного фонда были изъяты и переданы в ведение Главного архивного управления НКВД для организации Центрального государственного литературного архива (ныне РГАЛИ).
По постановлению Совнаркома РСФСР от 6 октября 1943 года «Об организации Академии педагогических наук» Государственный литературный музей (ГЛМ) упразднили. Лишь через полтора месяца, после ряда обращений в ЦК ВКП(б), ситуация была пересмотрена и музей восстановили как самостоятельное учреждение. Как только положение стабилизировалось, музей возобновил пополнение своих коллекций, в том числе рукописных. В военное время музей получил около 5000 документов, которые были конфискованы у репрессированных писателей и литературных деятелей, а в 1950—1960-х годах приобрёл большое количество литературных и документальных материалов. В настоящее время в отделе рукописных фондов ГМИРЛИ имени В. И. Даля хранятся свыше 80 000 рукописей, объединенных более чем в 500 фондов крупнейших писателей России. Ныне музей входит в число ведущих российских хранилищ, собрание которого составляют рукописные книги XV—XIX веков, а также редчайшие автографы В. А. Жуковского, Н. В. Гоголя, А. И. Герцена, И. С. Тургенева, Ф. М. Достоевского, И. А. Гончарова, А. Н. Островского, Ф. И. Тютчева, А. П. Чехова, А. А. Блока, Н. С. Гумилёва, В. В. Маяковского, М. И. Цветаевой, А. А. Ахматовой, О. Э. Мандельштама, С. А. Есенина, И. А. Бунина, М. А. Булгакова, К. Г. Паустовского, К. М. Симонова, М. А. Шолохова и других.
Начиная с 1940 года в состав ГЛМ стали входить музейные отделы, организованные в бывших мемориальных домах и квартирах московских писателей. Обширная коллекция музея позволила создать в каждом из новообразованных отделов полноценную экспозицию.
26 июля 1963 года, согласно приказу Министерства культуры СССР, музей официально получил статус «головного музея, на который возложена координация научно-исследовательской и экспозиционной работы однопрофильных музеев страны и оказание им консультативной и методической помощи». В течение следующих десятилетий при непосредственном участии сотрудников флагманского литературного музея страны были созданы десятки музеев в разных регионах СССР, в том числе крупные и ныне широко известные, были обновлены многие постоянные экспозиции ведущих литературных музеев.
20 августа 1984 года Указом Верховного совета СССР музей награждён орденом Дружбы народов.

## Современность
В 2014 году часть музейных фондов была размещена в новом здании в Шелапутинском переулке. Здание возводилось в 1830—1840-х на фундаменте каменных палат конца XVIII века. В особняке планируется открыть Музей звучащей литературы, в котором будут представлены материалы из фонда звукозаписи, созданного под руководством Льва Шилова. Также в рамках проекта по модернизации в доме № 37 по Арбату планируется создать национальный центр «Десять веков русской словесности».
В 2015 году по предложению музея была сформирована Инициативная группа ведущих литературных музеев России, а затем — Ассоциация литературных музеев, с 2018 года работающая на правах секции Союза музеев Российской Федерации.
24 апреля 2017 года флагманский литературный музей страны получил новое официальное наименование: Государственный музей истории российской литературы имени В. И. Даля. Это название в полной мере соответствует не только современной миссии крупнейшего литературного музея страны, но и концепции его главного «идеолога» В. Д. Бонч-Бруевича, считавшего, что краеугольным условием существования такого крупного учреждения культуры должно быть сочетание функций пяти культурных институций — собственно музея, а также архива, библиотеки, исследовательского института и издательства.
Именно эта фигура служит метафорой миссии нашего музея, мы хотим, чтобы это был такой же международный узнаваемый бренд, как и бренды других культурных институций зарубежных стран. Мы убеждены, что Музей имени Даля будет достойно представлять всю историю российской литературы, которая длилась много столетий и внутри нашей страны, и за рубежом.Директор Дмитрий Бак
29 мая 2019 года для посетителей открылись выставочные залы в новом здании музея по адресу Зубовский бульвар, д. 15, стр. 1 в бывшем доходном доме Любощинских.

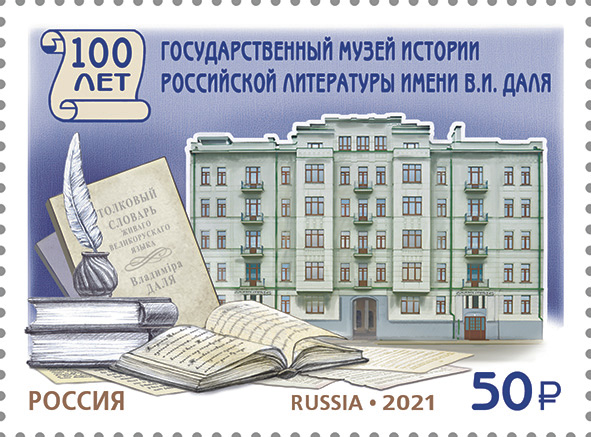
Здание музея и словарь В. И. Даля на почтовой марке России 2021 года ко столетию Государственного музея истории российской литературы имени В. И. Даля

По состоянию на 2021 год в состав музейного фонда входят более 600 000 единиц хранения. Научная библиотека музея насчитывает свыше 175 000 томов. В фондах музея собраны личные архивы писателей и деятелей русской культуры XVIII—XX веков, гравюры XVII—XVIII веков с видами Москвы и Петербурга, живописные портреты, миниатюры с изображением государственных деятелей, рукописные и первопечатные книги духовного содержания, первые книги гражданской печати петровского времени, редчайшие книги с автографами, рукописи, рисунки писателей, произведения живописи, редкие фотографии, списки произведений Гавриила Державина, Дениса Фонвизина, Александра Радищева, Николая Карамзина, Александра Грибоедова, Михаила Лермонтова, Николая Гоголя, Антона Чехова, Фёдора Достоевского и другие материалы, связанные с историей русской классической и современной литературы, насчитывающие более полумиллиона единиц хранения.

### Директора
- 1933—1940 — Владимир Дмитриевич Бонч-Бруевич
- 1940—1941 — Николай Васильевич Боев
- 1941—1944 — Полина Львовна Вайншенкер
- 1945—1946 — Иван Григорьевич Клабуновский
- 1946—1955 — Борис Павлович Козьмин
- 1955—1959 — Николай Иванович Соколов
- 1960—1966 — Николай Федорович Пияшев
- 1966—1972 — Александр Дмитриевич Тимрот
- 1972—2006 — Наталия Владимировна Шахалова
- 2006—2013 — Марина Семеновна Гомозкова
- С 2013 по настоящее время — Дмитрий Петрович Бак[7]

## Отделы
| Иллюстрация                  | Название                                                                           | Адрес                                                           | Описание |
| ---------------------------- | ---------------------------------------------------------------------------------- | --------------------------------------------------------------- | --- |
|                              | Дом Ильи Остроухова в Трубниках                                                    | Трубниковский переулок, 17, стр.1                               | Выставочные залы музея в бывшем особняке художника и коллекционера Ильи Остроухова, жившего в нём с 1890 до 1929 года. Отдел не имеет постоянной экспозиции, поэтому здесь проводятся временные выставки. |
| Зубовский бульвар, 15, стр.1 | Доходный дом Любощинских-Вернадских                                                | Зубовский бульвар, 15, стр.1                                    | Многоквартирный доходный дом на Зубовском бульваре был построен в 1912 году М. М. и А. Е. Любощинскими. За короткое время он стал местом проживания московской интеллигенции. В доме часто бывал свояк Любощинского — академик В. И. Вернадский. В отделе, открывшемся в 2019 году, работали временные экспозиции. С 2021 года в доме, являющимся центральным зданием музея, работает его новый отдел — Музей истории литературы XX века. |
|                              | Дом-музей Михаила Лермонтова                                                       | Улица Малая Молчановка, 2                                       | Музей, посвященный жизни и творчеству Михаила Лермонтова, расположенный в особняке, где поэт проживал со своей бабушкой Елизаветой Арсеньевой c 1829 по 1832 год. Открытие филиала состоялось в 1981-м по инициативе писателя и телеведущего Ираклия Андроникова. По состоянию на 2018 год коллекция включает в себя антикварную мебель XIX века, собрание прижизненных изданий, фотографий и изображений семьи и друзей поэта.           |
|                              | Дом-музей Александра Герцена                                                       | Переулок Сивцев Вражек, 27                                      | Музей писателя Александра Герцена в деревянном особняке в стиле ампир 1820 года, где Герцен прожил с 1843 по 1847-й. Открытие музея состоялось в 1976 году по инициативе родственников писателя. По состоянию на 2018-й коллекция включает в себя более пятисот экспонатов: прижизненных изданий, фотографий и личных вещей писателя. |
|                              | Музей-квартира Фёдора Достоевского                                                 | Улица Достоевского, 2                                           | Музей открылся в 1928 году, а с 1940-го входит в состав Литературного музея. Располагается в бывшем здании Мариинской больницы, во флигеле которой с 1821 по 1837 год проживала семья Достоевского. На 2018-й в экспозицию входят антикварная мебель, семейные фотографии, а также личные вещи семьи Достоевских. |
|                              | Дом-музей Антона Чехова                                                            | Садовая-Кудринская улица, 6, стр. 2                             | Музей писателя Антона Чехова располагается в доме, где драматург проживал со своей семьёй с 1886 по 1890 год. Открытие постоянной экспозиции состоялось 14 июля 1954 года в честь пятидесятилетия со дня смерти Чехова. Коллекция музея, которая начала формироваться с 1912-го, включает личные вещи семьи Чеховых и их окружения, фотографии, предметы мебели, живописи и графики, а также прижизненные издания и архивные документы.   |
|                              | Музей Серебряного века                                                             | Проспект Мира, 30                                               | В 1999-м был открыт филиал в особняке купца Ивана Баева, в котором с 1910 по 1924 год проживал писатель и поэт Валерий Брюсов. В музее представлена экспозиция, посвящённая литературным течениям начала XX века: символизму, акмеизму, авангардизму и футуризму. |
|                              | Мемориальный кабинет Луначарского                                                  | Денежный переулок, 9/5, кв. 1                                   | Был основан в 1962-м после смерти вдовы Анатолия Луначарского Натальи Розенель. Располагается на пятом этаже дома в Денежном переулке, в котором с 1924 по 1933 год жила семья Луначарских. По состоянию на 2018-й мемориальная квартира закрыта на реставрацию. |
|                              | Музей-квартира Алексея Толстого                                                    | Улица Спиридоновка, 2, стр.1                                    | Музей расположен во флигеле особняка Степана Рябушинского, где писатель Алексей Николаевич Толстой прожил с 1941 по 1945 год. Открытие состоялось в 1987-м по завещанию вдовы Толстого. Основная экспозиция находится в трёх комнатах: кабинете, столовой-гостиной и спальне, в которой представлена коллекция антикварной мебели. |
|                              | Дом-музей Михаила Пришвина                                                         | Московская область, Одинцовский район, Дунино                   | Мемориальный музей Михаила Пришвина открылся в 1980 году по завещанию вдовы писателя Валерии Пришвиной. Экспозиция музея состоит из восстановленных комнат писателя: столовой, кабинета, комнат жены писателя и веранды, а также библиотеки. |
|                              | Дом-музей Корнея Чуковского                                                        | Московская область, поселение Внуковское, улица Серафимовича, 3 | Открытие мемориального музея Корнея Чуковского состоялось в 1994 году в доме, в котором писатель жил с 1938-го. Мемориальная обстановка дома была сохранена его дочерью Лидией и внучкой Еленой, которые также стали первыми экскурсоводами по музею. |
|                              | Дом-музей Бориса Пастернака                                                        | Московская область, поселение Внуковское, улица Павленко, 3     | Открытие музея состоялось в 1990 году к 100-летию со дня рождения Бориса Пастернака. Располагается в доме, где писатель проживал с 1939-го. Родственниками Пастернака была полностью сохранена мемориальная обстановка. |
|                              | Информационно-культурный центр «Музей Александра Солженицына» в городе Кисловодске | Ставропольский край, Кисловодск, Бородинский переулок, 3        | Выставочные пространства расположены в доме тёти М. З. Гориной, где Солженицын проживал в 1920—1924 годах. В 2009-м музей был передан Государственному литературному музею для осуществления реставрации. Открытие состоялось в 2014 году, а в 2015-м для посещения стала доступна первая постоянная экспозиция. |

## Награды
- Орден Дружбы народов (1984 год)[28].
- Благодарность Президента Российской Федерации (21 апреля 2022 года) — за вклад в подготовку и проведение мероприятий, посвящённых 200-летию со дня рождения Ф. М. Достоевского[29].